# Casteltermini
Casteltermini település Olaszországban, Szicília régióban, Agrigento megyében. Lakosainak száma 7269 fő (2023. január 1.). Casteltermini Aragona, Cammarata, Campofranco, San Biagio Platani, Sant'Angelo Muxaro, Santo Stefano Quisquina, Sutera és Acquaviva Platani községekkel határos.

## Népesség
A település lakossága az elmúlt években az alábbi módon változott:
| Lakosok száma | 8129 | 7976 | 7269 |
|               | 2017 | 2018 | 2023 |